# 구천동시외버스터미널
구천동시외버스터미널은 전북특별자치도 무주군 설천면 구천동1로 166 (삼공리 411-10번지)에 위치한 대한민국의 시외버스터미널이다. 건물 간판에는 구천동버스승강장으로 되어 있다.

## 운행 노선
| 방면        | 행선지                             |
| ----------- | ---------------------------------- |
| 수도권 방면 | 서울남부                           |
| 충청권 방면 | 대전                               |
| 호남권 방면 | 무주, 설천, 안천, 장계, 전주, 진안 |

## 특이 사항
- 무주덕유산리조트로 운행하는 셔틀버스가 운행하고 있다. 운행시간은 동절기, 하절기에 따라 다르다.